# Linda Alexander Rodríguez
Linda Alexander Rodríguez (Texas, 21 de julio de 1943) académica e historiadora estadounidense. Ha concentrado su investigación en la historia económica y la historia militar de la región. Se ha especializado en México y las naciones andinas, sobre todo en el caso de estudio del Ecuador.

## Biografía
Linda Alexander Rodríguez es hija de Charles F. Alexander y de Frances Clegg. Nació en Texas, Estados Unidos. Está casada con el también historiador Jaime E. Rodríguez O.

### Estudios
En 1968 obtuvo su B.A. en Economía e Historia por la Universidad de Texas, Austin. De la misma universidad obtuvo, en 1972, una maestría en Estudios latinoamericanos. Tras mudarse a California, obtuvo su doctorado en Historia por la Universidad de California en Los Ángeles James W. Wilkie fue su director de tesis.

### Carrera académica
Linda Alexander Rodríguez fue catedrática en la Universidad de California en Riverside entre 1976 y 1978. Posteriormente, y tras finalizar su doctorad, ejerció la docencia en UCLA entre 1981 y 2003, año en el que se retiró. Durante estos años fue coordinadora del Centro de Estudios Latinoamericanos  y a partir de 1984 y hasta su jubilación se desempeñó como directora asistente del mismo.
Es miembro correspondiente de la Academia Nacional de Historia del Ecuador desde 2014.
La historiadora Alexander Rodríguez ha sugerido que ni Revolución liberal de Ecuador ni la Revolución Juliana conllevaron cambios dramáticos ni una ruptura evidente con el pasado. Por el contrario, considera que las políticas públicas gubernamentales de estos dos períodos plasmaron un proceso evolutivo consistente en medidas fiscales. También sugiere que los cambios radicales del julianismo y de la misión Kemmerer al Ecuador fueron prontamente rechazados y revertidos a prácticas más moderadas tras la caída de Isidro Ayora. 
De la misma manera, la historiadora ha sugerido que el escaso desarrollo del Ecuador desde sus orígenes y anterior al boom petrolero se debió a la fragmentación geográfica existente y a los recursos naturales limitados que posee. Dadas estas circunstancias, el regionalismo se acentuó y el Estado pasó a depender, primeramente de préstamos internacionales, que no pudo pagar, y luego de la banca nacional. Los grupos económicos en el poder se han repartido el control del Estado inculpando a los previos gobiernos de la fragilidad institucional y los problemas económicos precedentes sin tomar en cuenta que, usualmente, las élites políticas en los gobiernos de turno no eran exclusivamente costeñas ni exclusivamente serranas ni que las reformas implantadas no representabas cambios radicales sostenidos.

## Obras
- Política y poder en el Ecuador, 1830-1925 (Los Ángeles: University of California; Latin American Center, 1984)[1]
- The Search for Public Policy: Regional Politics and Government Finances in Ecuador, 1830-1940 (Berkeley and Los Angeles: UC Press, 1985)[2]
- La política en el Ecuador, 1830-1925 (Ecuador: BCE, 1986)[3]
- Las finanzas públicas en el Ecuador, 1830-1940 (Ecuador: BCE, 1992)[4]
- Las finanzas públicas en el Ecuador liberal: 1895-1925 (Los Ángeles: Universidad de California,1992)[5]
- Rank and Privilege: The Military and Society in Latin America (Wilmington: Scholarly Resources Inc., 1994)[6]
- Pensamiento fiscal ecuatoriano, 1830-1930v (Quito: CEN, 1996)[7]